# HD 87199
HD 87199，又名CD-29 8034，SAO 200994、HR 3956，是一颗恒星，视星等为6.54，位于銀經265.09，銀緯19.64，其B1900.0坐标为赤經9h 58m 21s，赤緯-30° 19.64′ 43″。